# ウミガメ除去装置

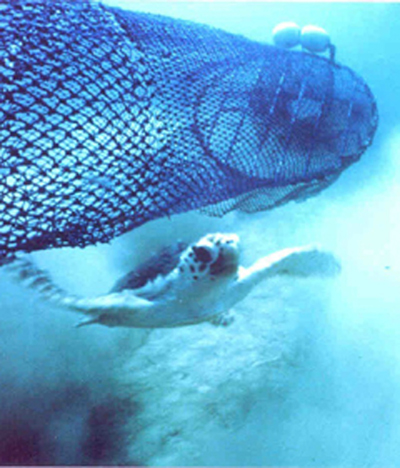
ウミガメがTEDを通じてエビ漁網から脱出している。

ウミガメ除去装置（海亀除去装置、英:Turtle Excluder Device）あるいは英語の略称でTED（複数形はTEDs）とは、漁網にかかってしまったウミガメを逃がすための特別な装置である。以下、記事中では「TED」と表記する。
ウミガメは特にエビ漁で用いられるトロール網により混獲されることが多い。エビを捕らえるためには目の細かい網が必要である。その結果他の海洋生物も大量に混獲されてしまう。カメがトロール網で捕らえられた、あるいはトロール網に絡まった時、ウミガメは逃げることができず海面に戻れなくなる。ウミガメは肺呼吸をする動物であるため、最終的には溺死してしまうことになる。

## 歴史

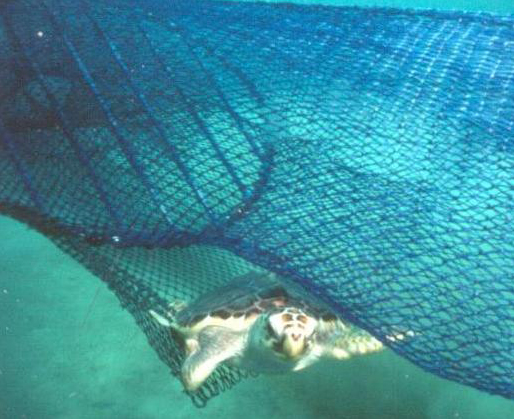
アカウミガメがTEDを通じて漁網から脱出している。

TEDは1970年代に、アメリカのNOAA（全米海洋大気庁）に所属していたWil Seidelによって初めて開発された。それ以来、漁業者の間では「TEDの使用によりエビや他の漁獲対象種の漁獲量が減少するのではないか」との懸念もあり、一部ではTEDの使用に対する反抗も生じてきている。
1987年にはアメリカが、エビ漁を行うすべてのトロール船に対しトロール網にTEDを装着するよう要求した。それに続いて2年後にはアメリカでエビ・ウミガメ法(Shrimp-Turtle law)が制定された。この法律はアメリカにエビを輸出する国に対し、その国の輸出するエビについて、それがTEDを備え付けた漁船によって漁獲されたことを証明するよう求めるものである。つまり、TEDの使用を保証できない国はアメリカにエビを輸出することを禁じられたのである。この法律はもとはアメリカ近隣諸国のみを対象としていたが、1996年に全ての国家に対象が広げられた。この時、この法律は不当な貿易の制限であるとして反発したエビ漁獲国とアメリカとの間に貿易紛争が起きている。
1996年にインド政府が提案した法律では、地元漁民に対し、TEDの「インド版」改造型と言えるTSD(Turtle Saving Device)を使用することを求めている。これはオリッサ州の浜辺で営巣していたヒメウミガメの個体数が減少していることへの対応策であった。この改造型のTSDは基本的にはTEDと類似したものであるが、格子としてはめる棒の本数が少ないという相違点がある。その結果棒と棒の間隔が広がり、より大きいエビや魚がTSDを通過し網へ入れるようになっている。
発祥国であるアメリカにおいてさえTEDは一般的なものとは限らず、その導入の可否は議論の的となっていた。例えば、2010年の6月までルイジアナ州の海洋警察官は漁師にTEDの利用やトロール網の曳航時間の制限を強要することを禁止されていた。

## 仕組み

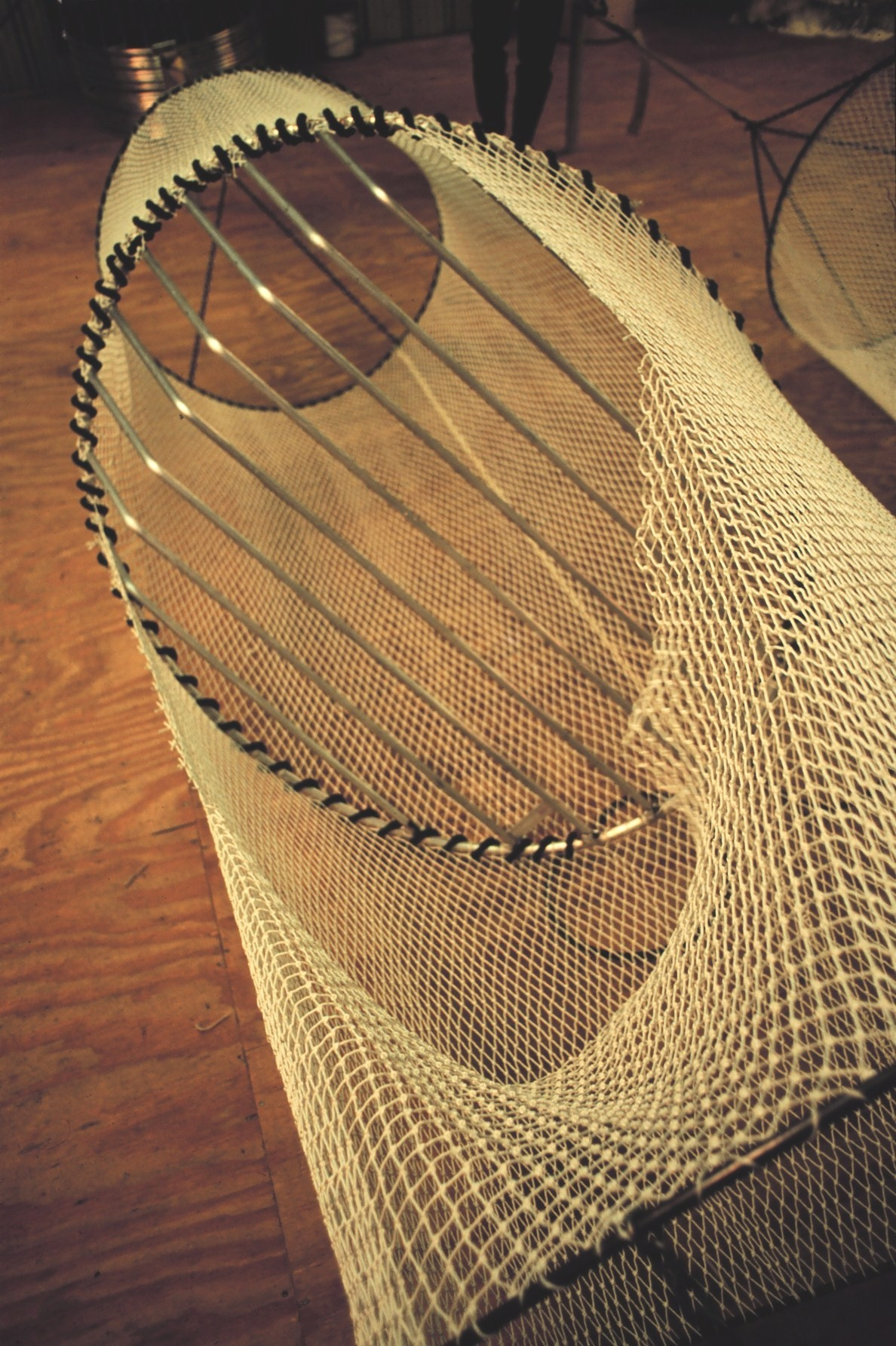
商業用のTEDの例。金属格子と脱出口が見える。

TEDを使用することにより、理論上は大きさ10cm以上のすべての混獲された生物が、傷つくことなく網を抜けられる。この選択性はトロール網に装着された金属格子によって達成される。格子があることで、ウミガメなどの大型生物は網の後方へ進むことが出来ないようになっているのである。
格子の上か下には網が開口している部分があるため、TEDで受け止められた大型生物はそこから網の外へと体の損傷も比較的少なく脱出できる。一方エビといった対象種は格子を抜け網の後方へ流されて行く。設計上、TEDは未装着時に混獲されるウミガメの97%を逃がすことができるとされる。しかし実際に使用されたときの除去率はしばしばそれよりとても低い。それは海草やその他の破片などによってTEDの捕獲率が下がったり、あるいはウミガメが網から脱出できなくなったりすることがあるからである。加えて、漁業者は簡単に網の漁獲効率がよくなるようにTEDを改造することができるが、この際TEDのウミガメ除去能力はなくなってしまう。

## 欠点
TEDは混獲によるウミガメの死亡率を下げることにはある程度成功してきた一方で、未だにいくつかの欠点がある。
アカウミガメやオサガメといった大型種にとっては、ほとんどのTEDに備え付けられた脱出口は小さすぎることが知られている。これらのカメは網に閉じ込められたままとなり、死んでしまうことになる。アメリカは2003年に導入した法律で、装置の脱出口を大きくすることでこの問題に対処しようと試みている。
漁業者にTEDの装着を遵守するよう強いるのは、TEDが漁網の効率性を下げ漁獲量を減らしてしまう可能性があることから、難しい。また船一艘のレベルではウミガメが混獲されることは珍しく、例えばメキシコ湾ではわずか322.5時間に一匹の割合であり、このこともトロール漁業者がTED装着に関して不正をしがちな理由の一つである。漁獲量の減少はTEDの脱出口をひもで縛るだけで簡単に避けられる。船が港に戻った時にその縛っているひもを外せば、警察官の検査にもひっかからない。しかしこの行いは漁の間ウミガメを危険にさらすことになる。2010年6月から7月にかけてメキシコ湾ではウミガメの死亡が急増したが、これはエビ漁船に対する海洋警察の取り締まりが石油流出事故への対応で手薄になっていたためだと考えられている。
時としてTEDは海中に漂う色々な破片のために実用性を失ってしまう。つまりTEDが何らかの破片で詰まってしまったら、もはや対象生物を効率的に漁獲することは出来ないし、ウミガメを除去することも出来ない。ハリケーンが連続して2つ襲来したのちの2008年の9月には、アメリカ海洋漁業局がTEDの代わりに「曳航時間制限」を一時的な手段として用いることを許可した。これは「トロール網の入り口が海に着水してから、その入り口が水上に上げられるまで」で定義される船がトロール網を曳航する時間を、55分間に制限するというものである。2010年6月にはこの時間制限が30分に短縮された。ただ船には曳航時間を記録する機械は搭載されておらず、この時間制限を取り締まる現実的な方法はなかった。